# Sông Biebrza

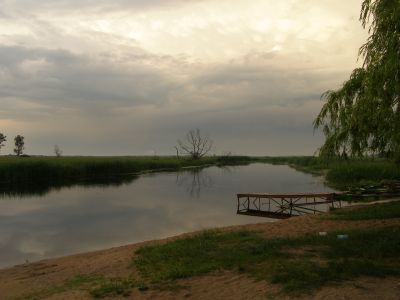
Biebrza ở Goniądz

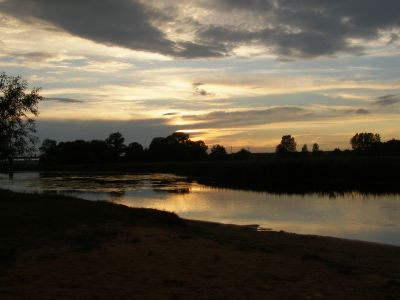
Biebrza lúc hoàng hôn

Sông Biebrza (tiếng Litva: Bebras, tiếng Belarus: Bobra ) là một con sông ở phía đông bắc Ba Lan, một nhánh của sông Narew (gần Wizna), với chiều dài 164 km và diện tích lưu vực là 7.092   km 2 (7.067 ở Ba Lan).
Các thị trấn lớn hơn trong khu vực:
- Lipsk
- Sztabin
- Goniądz
- Osowiec-Twierdza
- Radzilow
- Wizna

Khu vực này thường được chia thành các khu vực: lưu vực hạ, lưu vực trung và lưu vực thượng, mỗi khu vực có những đặc điểm khác nhau.

## Phụ lưu
- Các nhánh phải: Netta, Lega, Ełk, Wissa
- Các nhánh trái: Sidra, Brzozówka

## Môi trường tự nhiên
Ngày nay, dòng sông được biết đến với số lượng động vật hoang dã phong phú trong các mỏ than bùn và đầm lầy trong khu vực lũ lụt của nó.

## Lịch sử
Trong lịch sử, các vùng biên giới của Masovia và Litva, khu vực này vẫn giữ được sự đa dạng về văn hóa ngày nay.

## Môi trường văn hóa và ngôn ngữ
Lưu vực sông Biebrza là nơi sinh sống không chỉ bởi hàng trăm loài chim quý hiếm và có nguy cơ tuyệt chủng, mà còn bởi những người đại diện cho các nền văn hóa, ngôn ngữ và tôn giáo khác nhau. Trong khi hầu hết dân số của khu vực nói tiếng Ba Lan chuẩn, một số người ở lưu vực thượng nguồn sông (thành phố tự trị của Lipsk, Dąbrowa Białostocka và một phần Sztabin) nói một phương ngữ địa phương của Bêlarut (được gọi là prosty jazyk - ngôn ngữ cơ bản). Những người ở đó thuộc về nhà thờ Chính thống giáo hoặc Công giáo La Mã. Ở bờ bắc của thượng nguồn Biebrza cũng có một vài ngôi làng nơi được gọi là "tín đồ già" sống, người nói một phương ngữ cổ xưa của tiếng Nga. Một số trong những cộng đồng này bảo tồn phần lớn văn hóa truyền thống của họ bất chấp chính sách của chính phủ cộng sản lâu dài nhằm mục đích đồng hóa các nhóm thiểu số văn hóa và ngôn ngữ phi Ba Lan.